# 降架

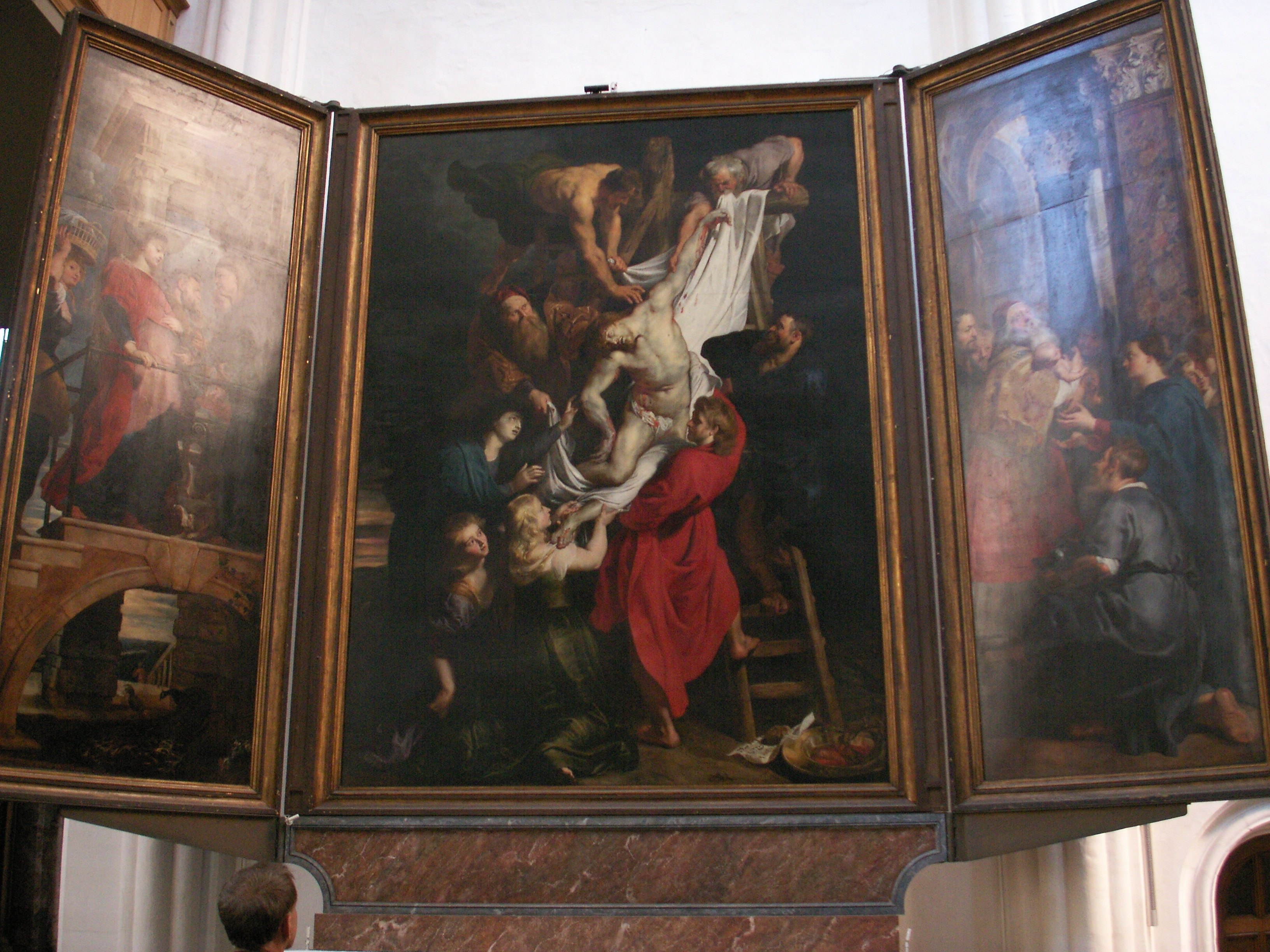
『フランダースの犬』の最終回に登場したことでも有名なルーベンス作『キリスト降架』（アントウェルペンの聖母大聖堂）

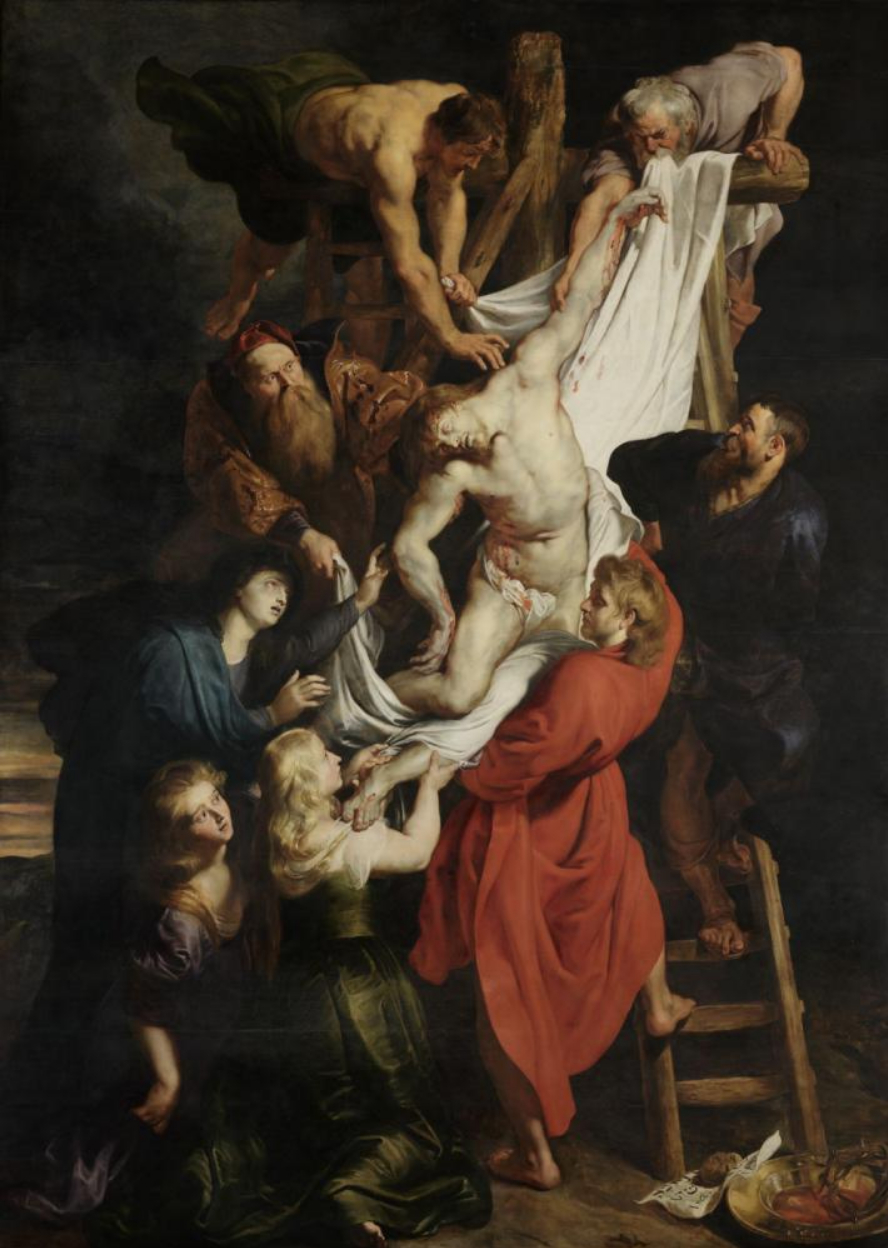
ルーベンス作 The Descent from the Cross (1617 – 1618)、（リール宮殿美術館）

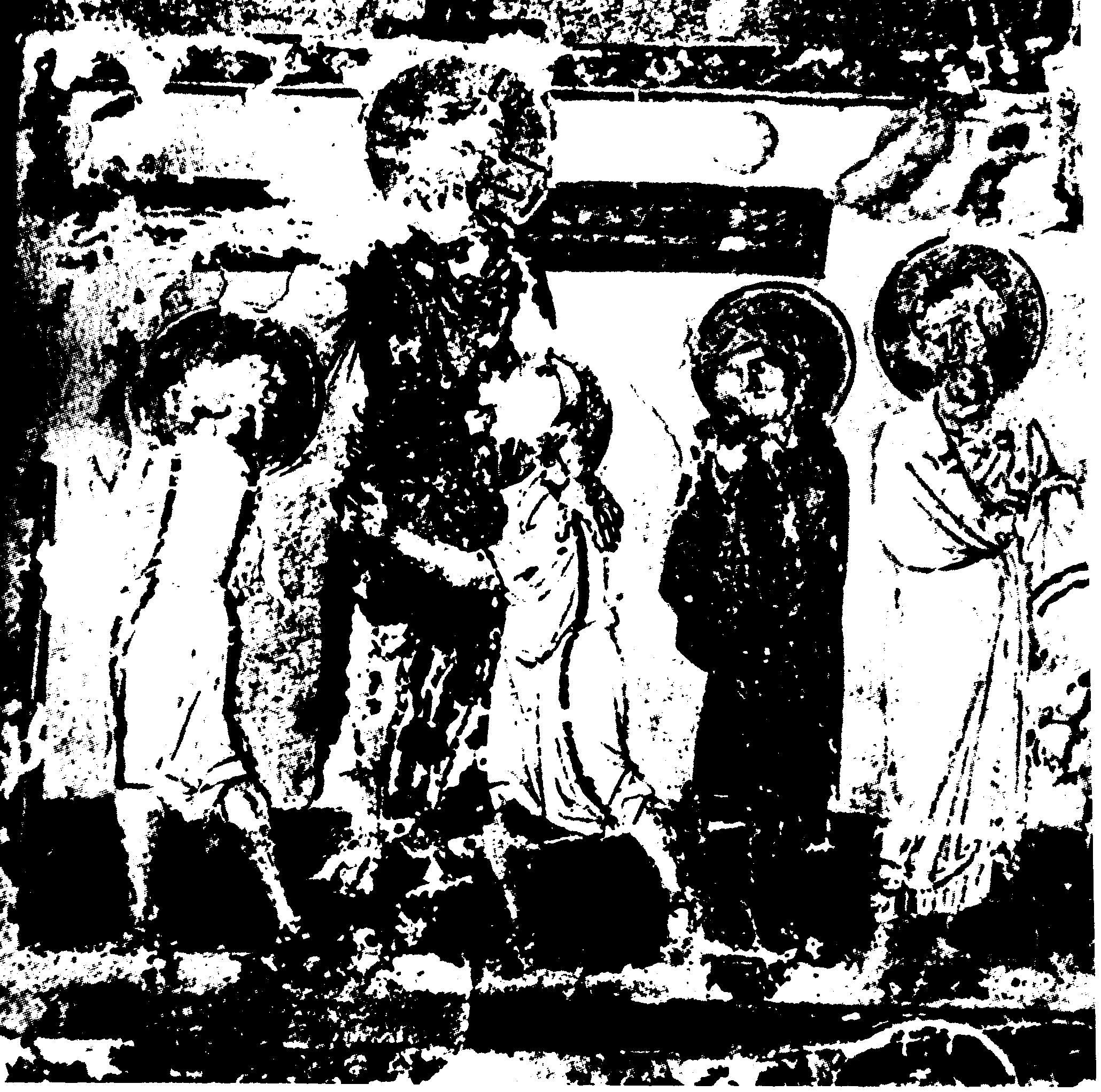
ナジアンゾスのグレゴリオスの写本。860 – 890年頃（フランス国立図書館 Ms.gr.510）。

降架（こうか、英: Deposition of Christ, Descent from the Cross、希: Ἀποκαθήλωσις, Apokathelosis）あるいは十字架降架（じゅうじかこうか）とは、磔刑により死んだイエス・キリストを十字架から降ろす場面を描いたキリスト教美術の主題であり、1611 - 1614年にルーベンスの描いたアントウェルペンの聖母大聖堂（ノートルダム大聖堂）の祭壇画が有名。
ヨハネによる福音書、マルコによる福音書、ルカによる福音書の3書に基づきイエスの死体をアリマタヤのヨセフがピラトに願って十字架から降ろした場面を指すが、ユダヤ教の習慣どおりにイエスの身体に香油を塗るために死体を横たえる場面を指すこともある。

## 変遷
初期の受難表現では「磔刑」の次はすぐ「復活」であるが、880 - 886年のビザンチン写本『グレゴリウス説教集』の挿絵では、ヨセフとニコデモがイエスを降ろし聖母とヨハネがこれを見守る場面もある。980年頃に書かれた福音書のエグベルト写本では聖母は不在だが、中世末には聖母は不可欠の存在で、10世紀に描かれたカッパドキアのトカレ・カリッセではキリストの右手に接吻したり、1311年にドゥッチオの描いた祭壇画『マエスタ』ではキリストの死体を支えたりしている。1178年にアンテラミの彫ったパルマ大聖堂の浮彫では、人数も増え梯子もかけられた。気丈に立っていた聖母がのちには卒倒して、ヨハネやマグダラのマリアなどによって支えられる図像が現れるようになる。

## ギャラリー

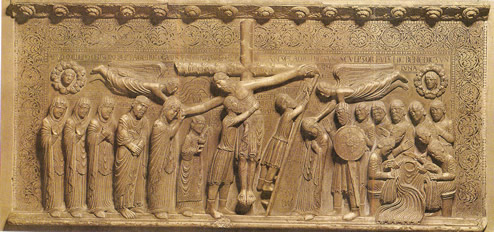
ベネデット・アンテーラミ作のレリーフ Deposition from the Cross (1178)
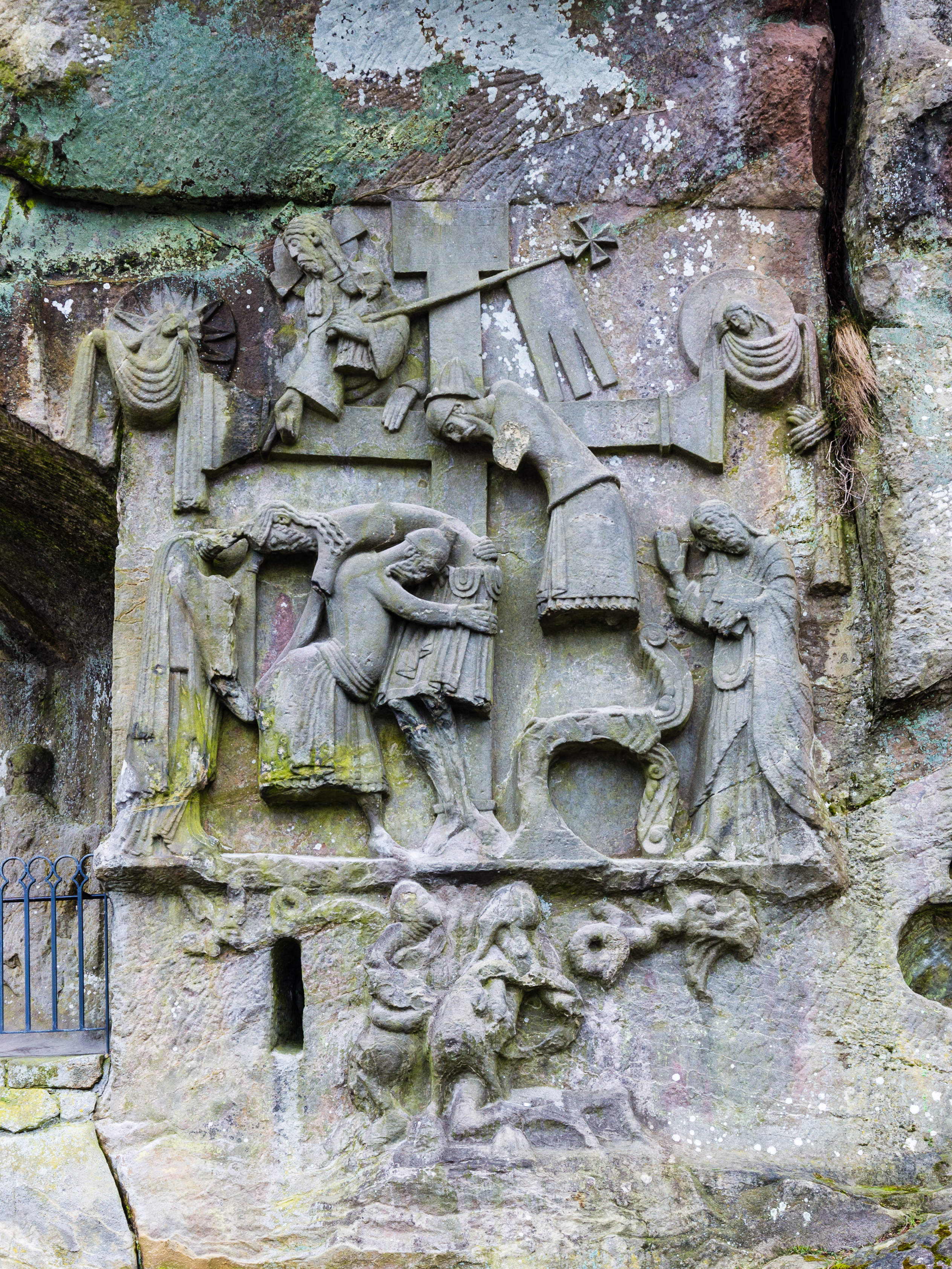
ドイツのエクスターンシュタイネ（英語版）遺跡にあるレリーフ（12世紀）
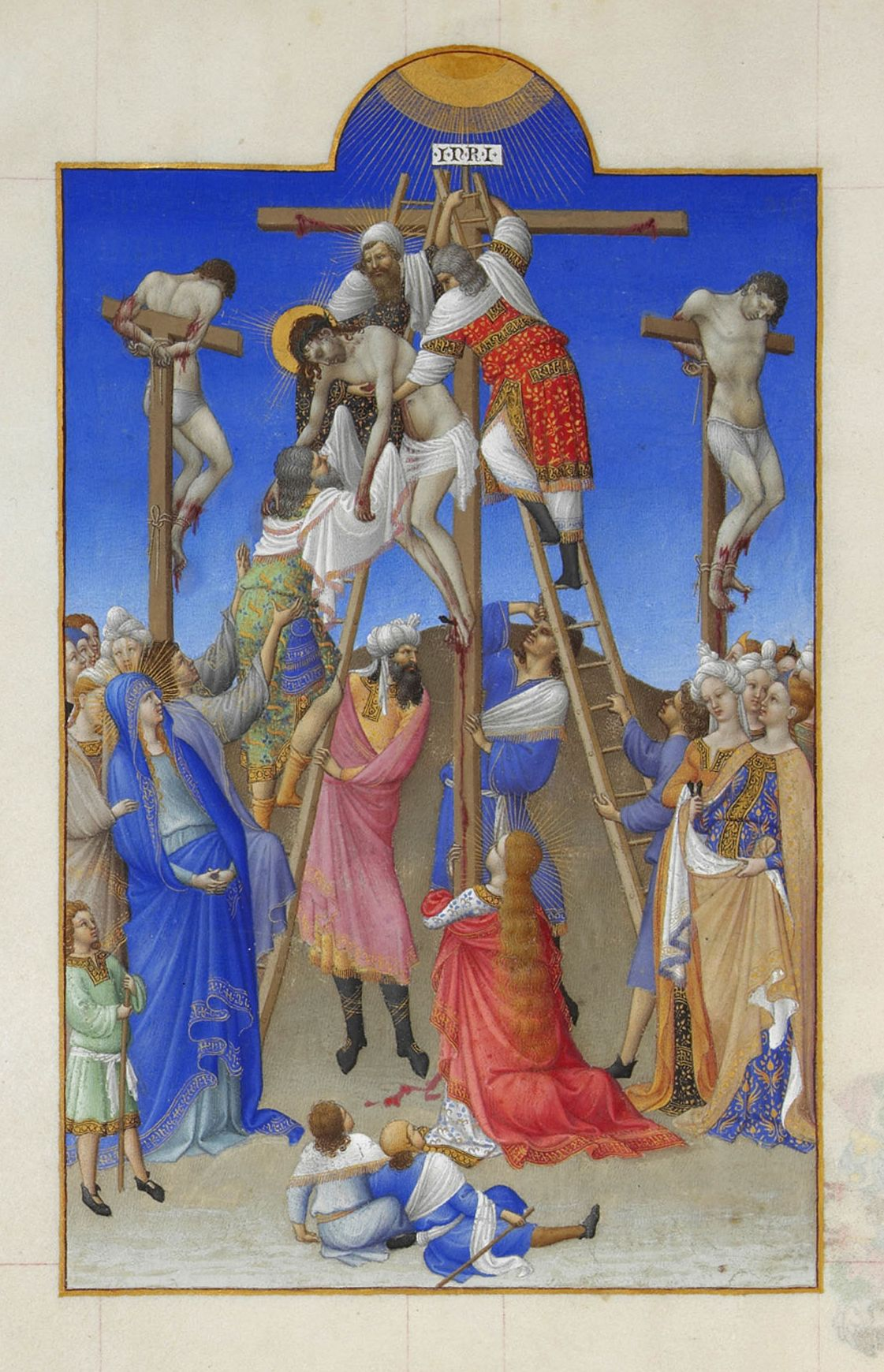
リンブルク兄弟作の『ベリー公のいとも豪華なる時祷書』156vページ（1410年頃）
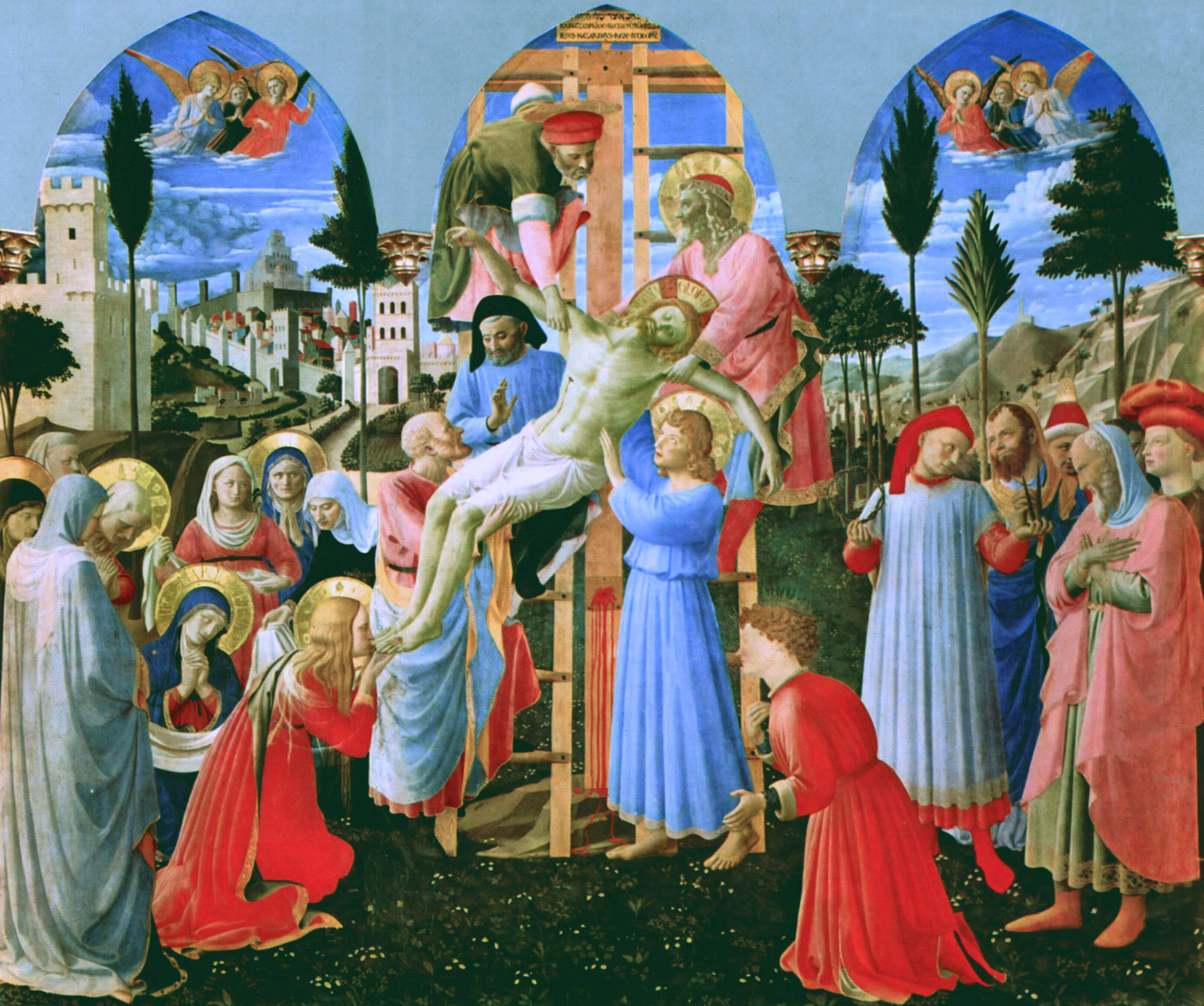
フラ・アンジェリコ作 Deposition of Christ (1437 - 1440)
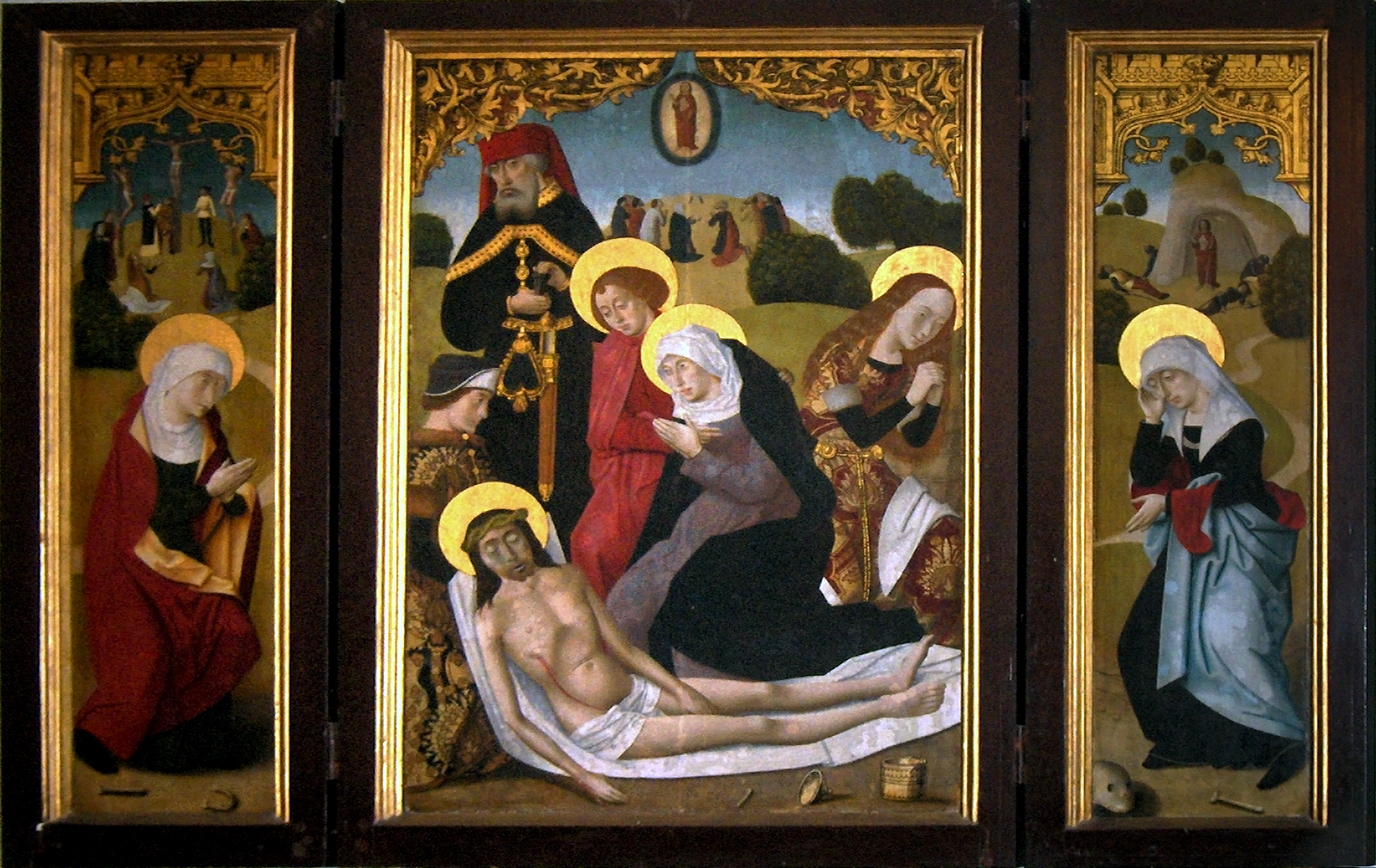
作者不詳 Deposition of the Cross
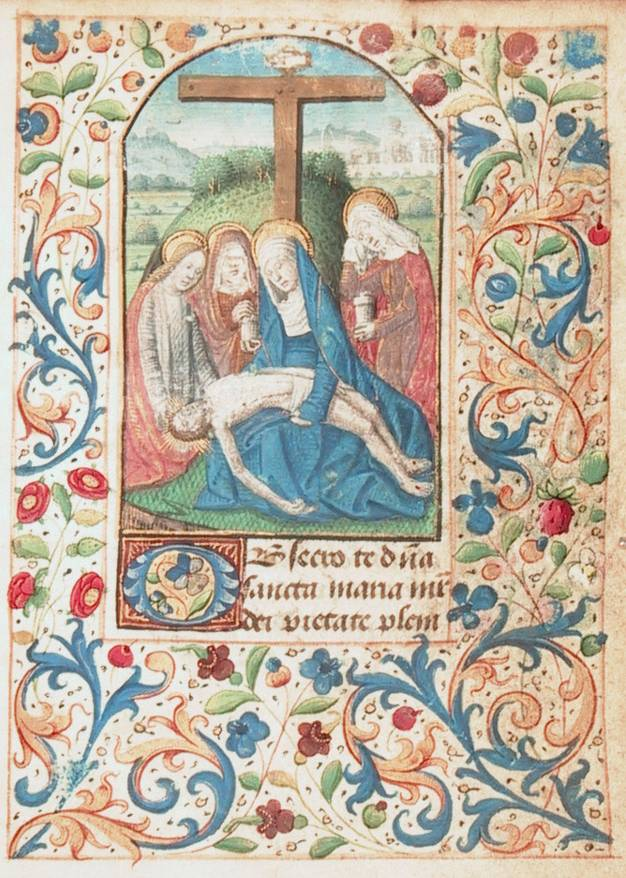
アンジェの『時祷書』より Obsecro te (1470s)
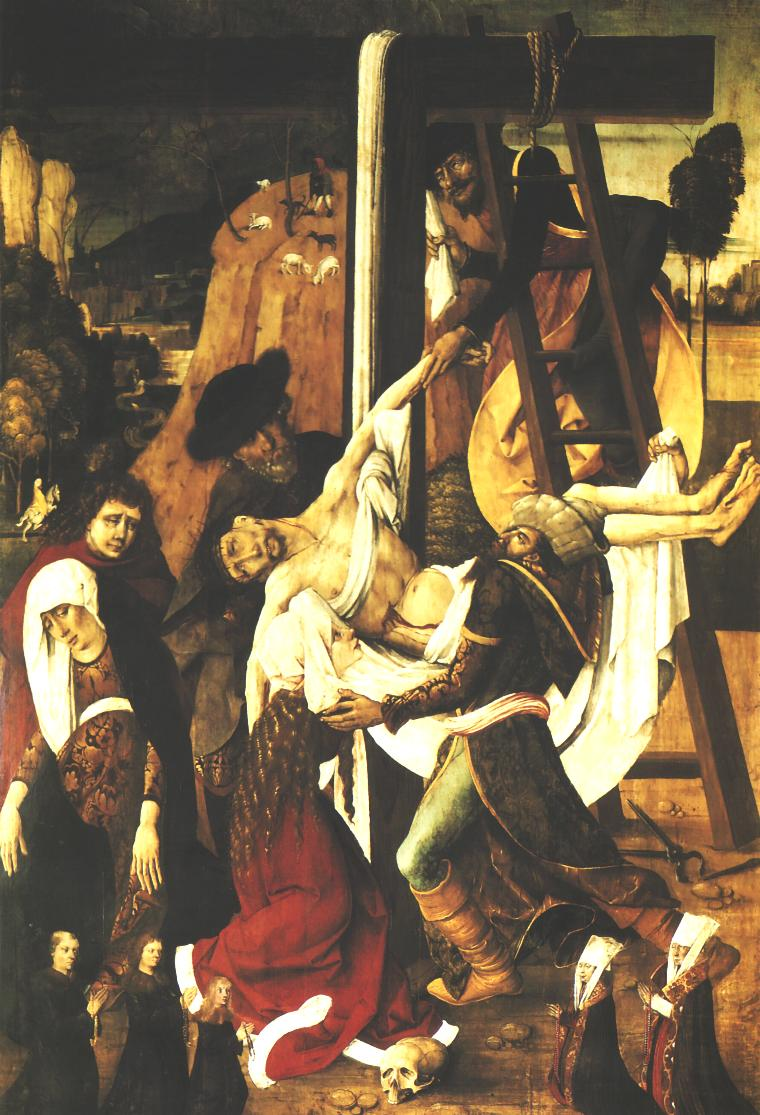
トルンの聖ヨハネ教会にある Descent from the Cross (1495)
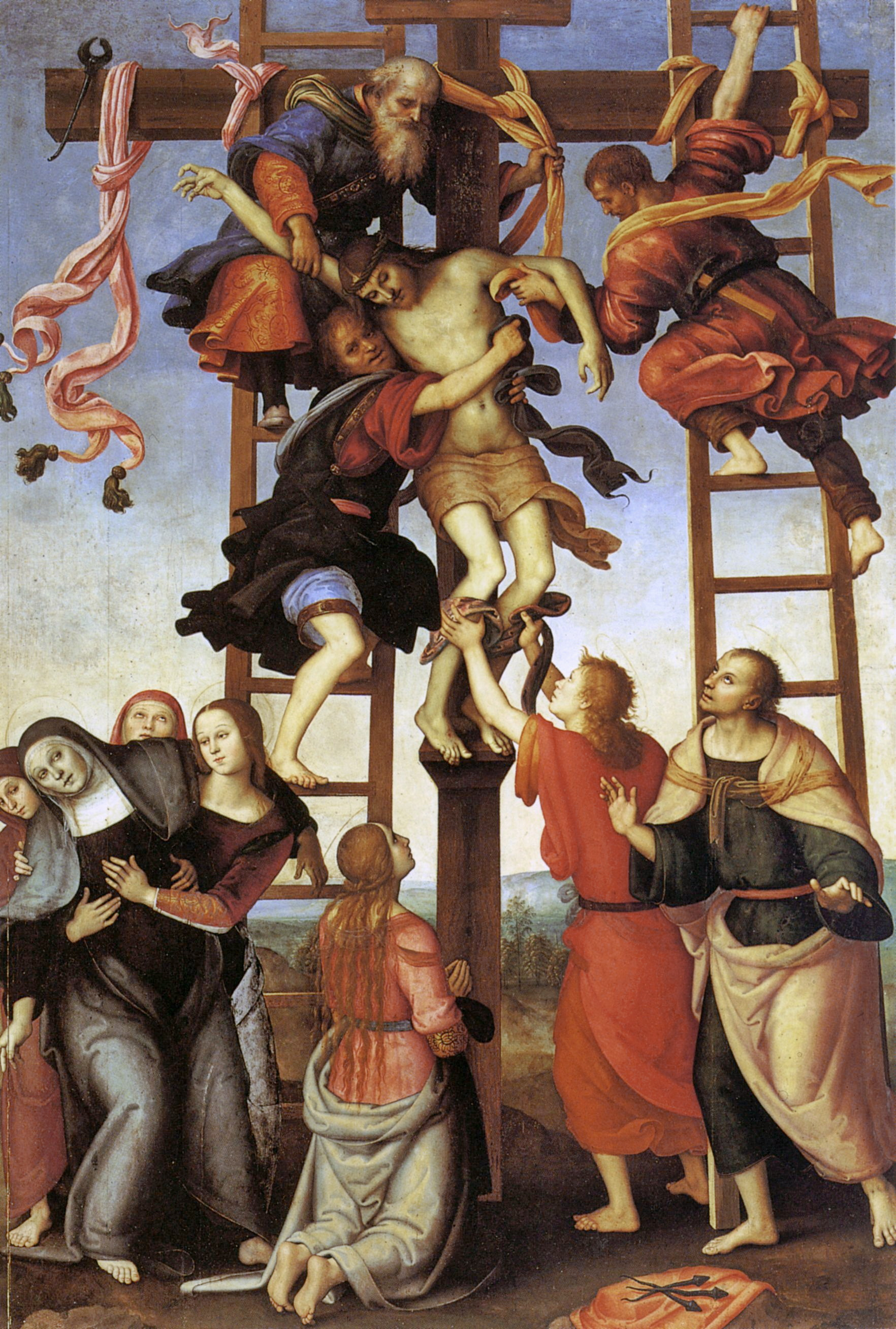
ペルジーノ作 Deposition (1495)
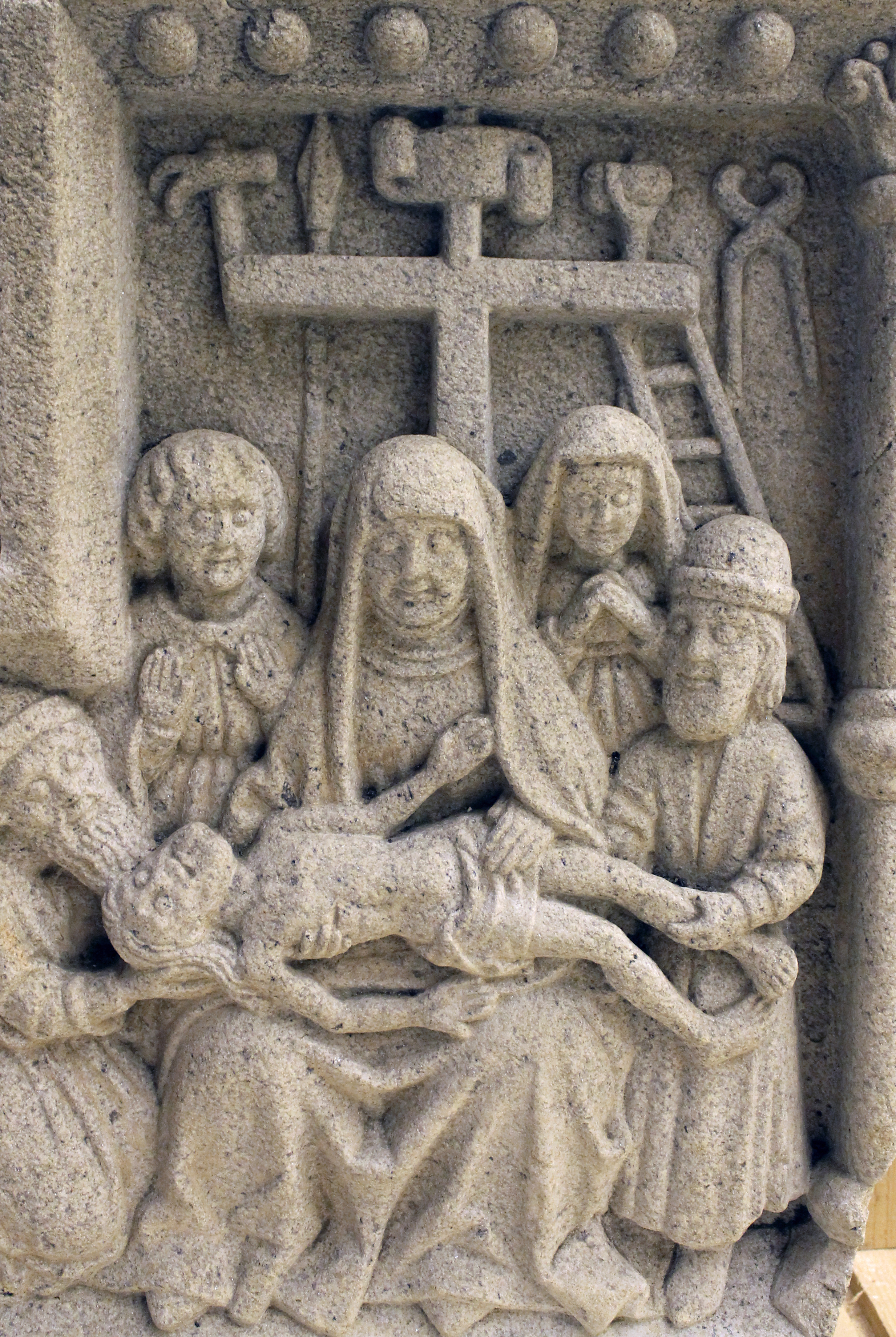
作者不詳 Vilar de Donas stone altarpice（16世紀）
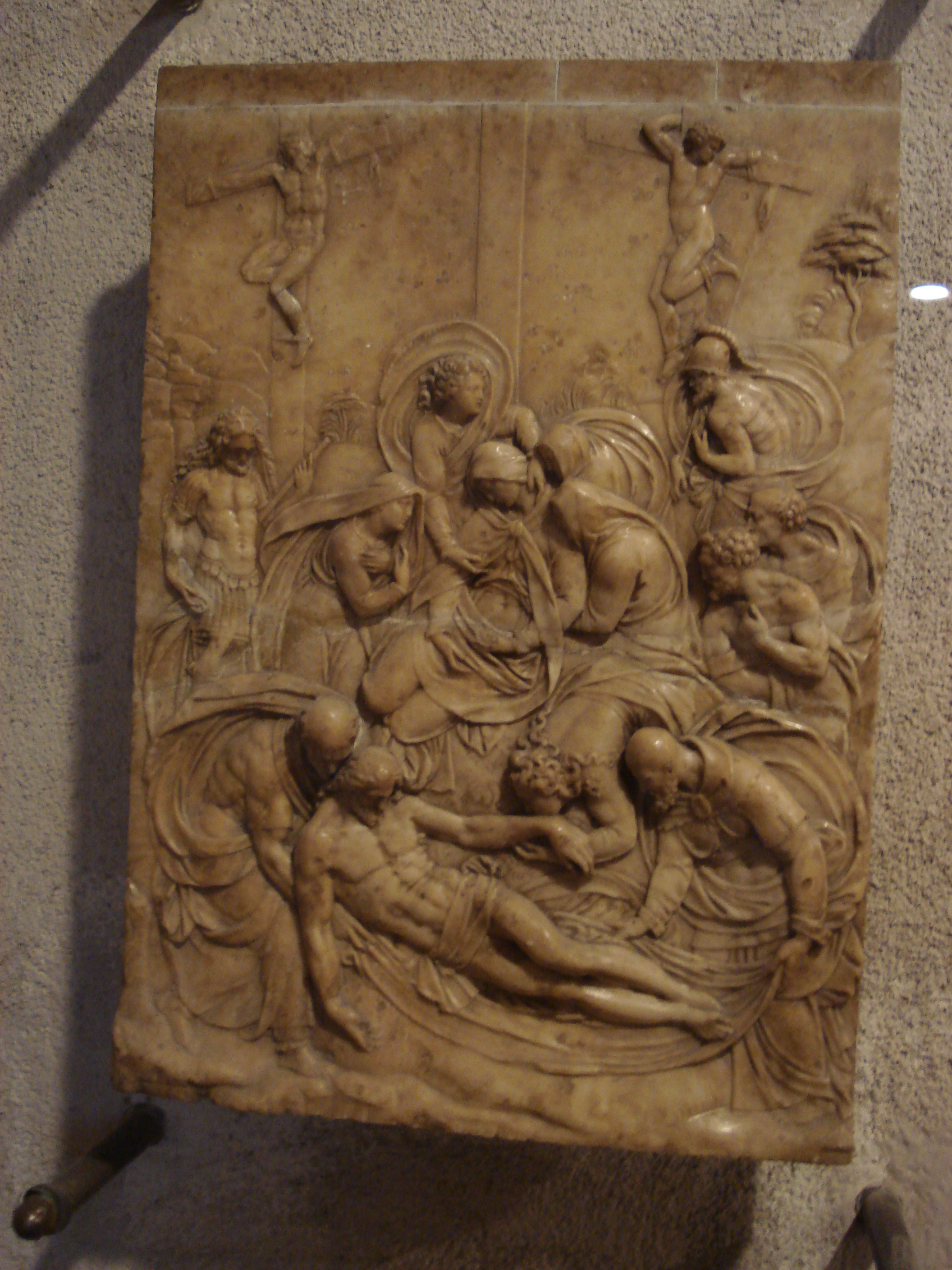
Guglielmo della Porta作 Deposition（16世紀）
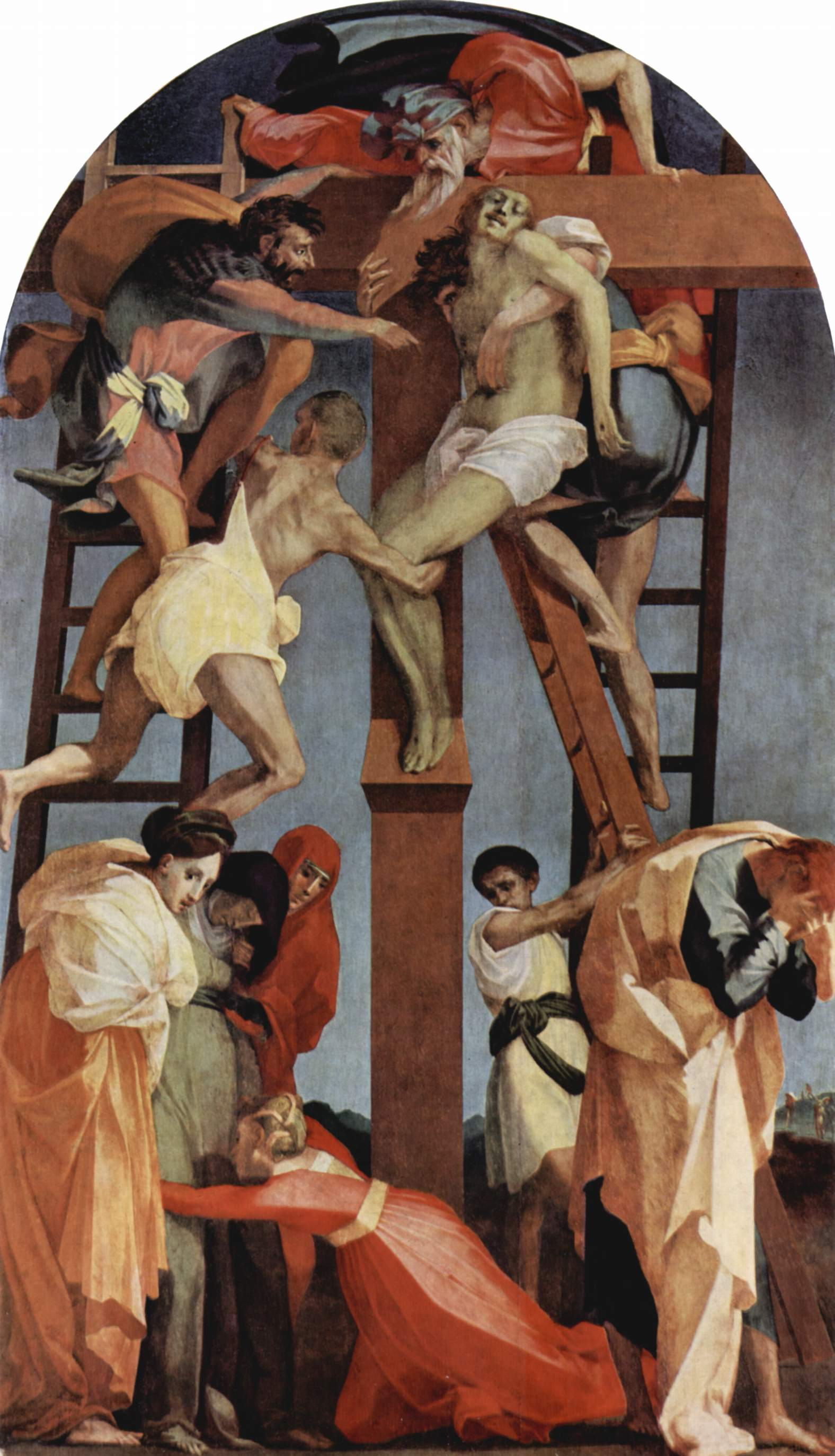
ロッソ・フィオレンティーノ作 Deposition (1521)
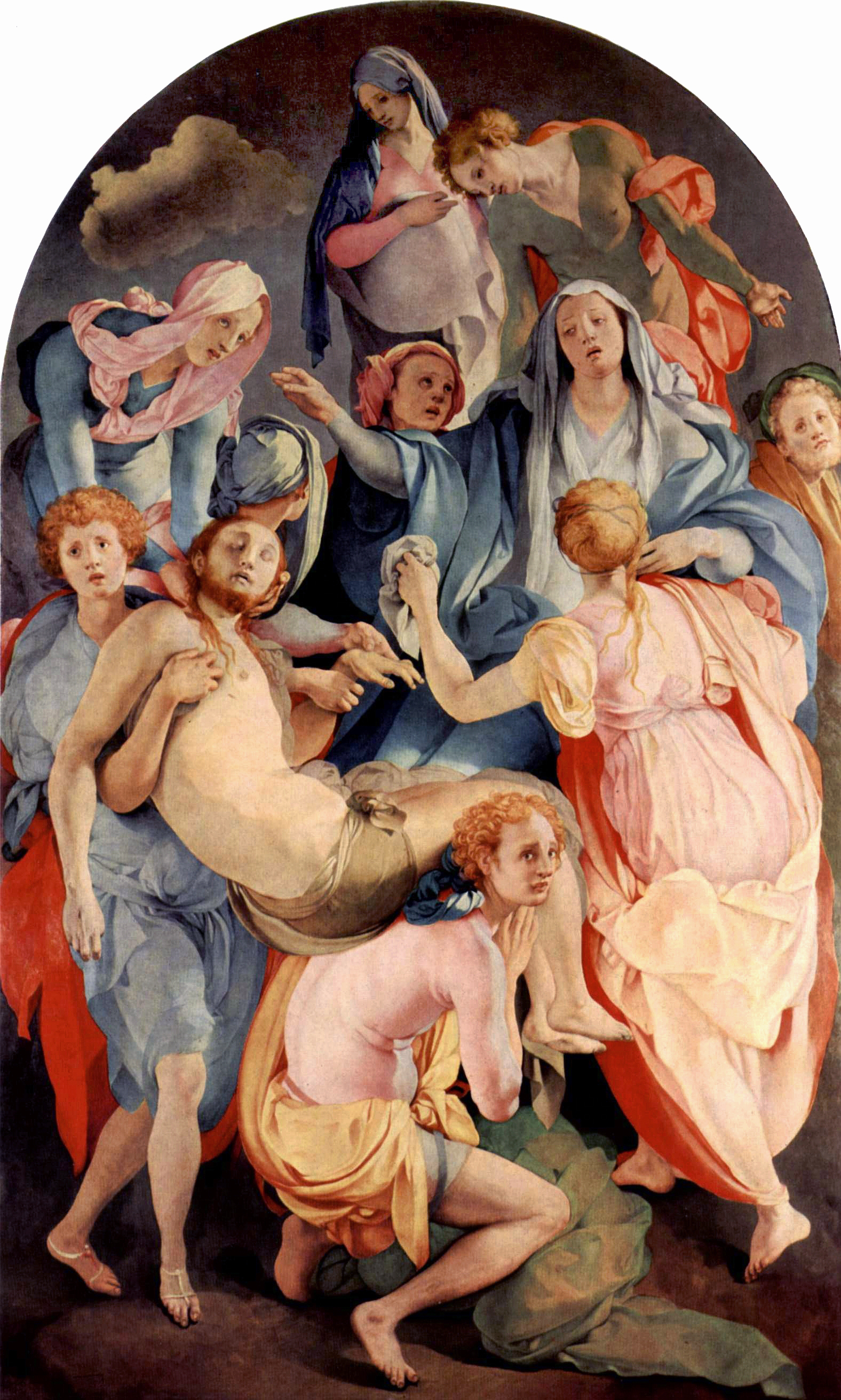
ヤコポ・ダ・ポントルモ作 The Deposition from the Cross (1528)
アーニョロ・ブロンズィーノ作 Deposition of Christ (1540 - 1545)
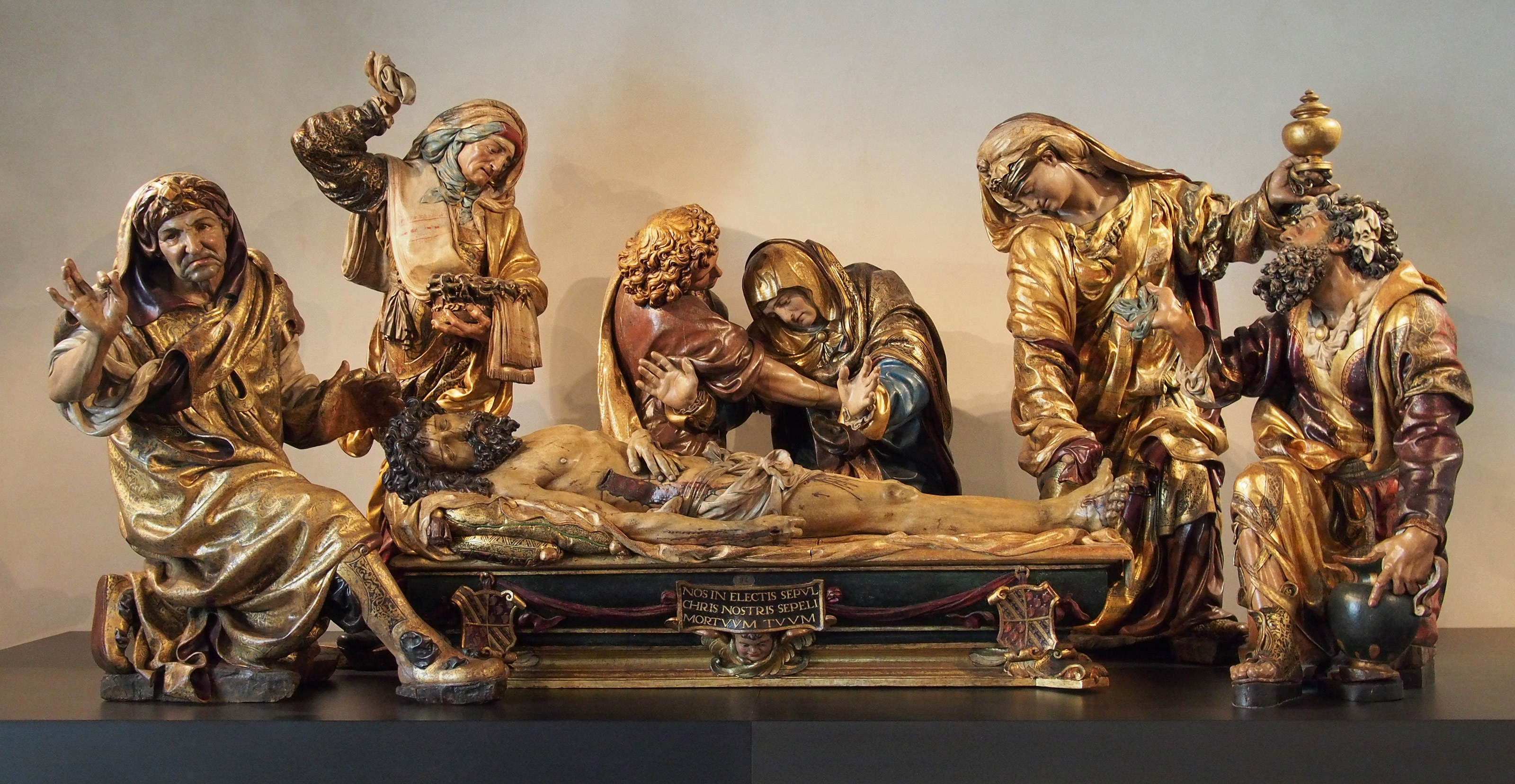
Juan de Juni作 Entombment (1541 - 1544)
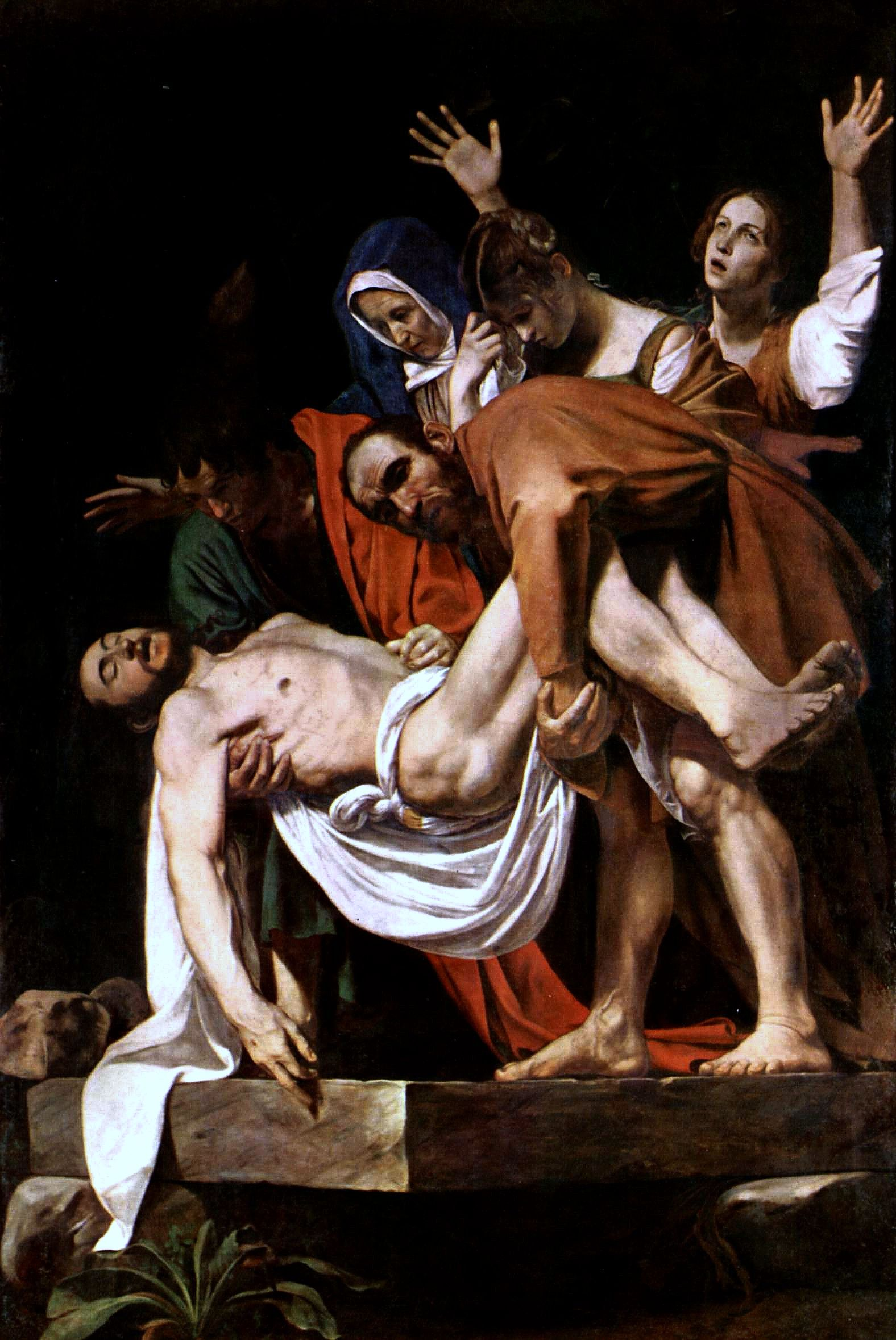
カラヴァッジオ作 The Entombment of Christ (1604)
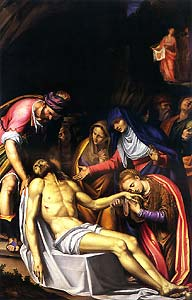
シモーネ・ペテルツァーノ作 Deposition of Christ
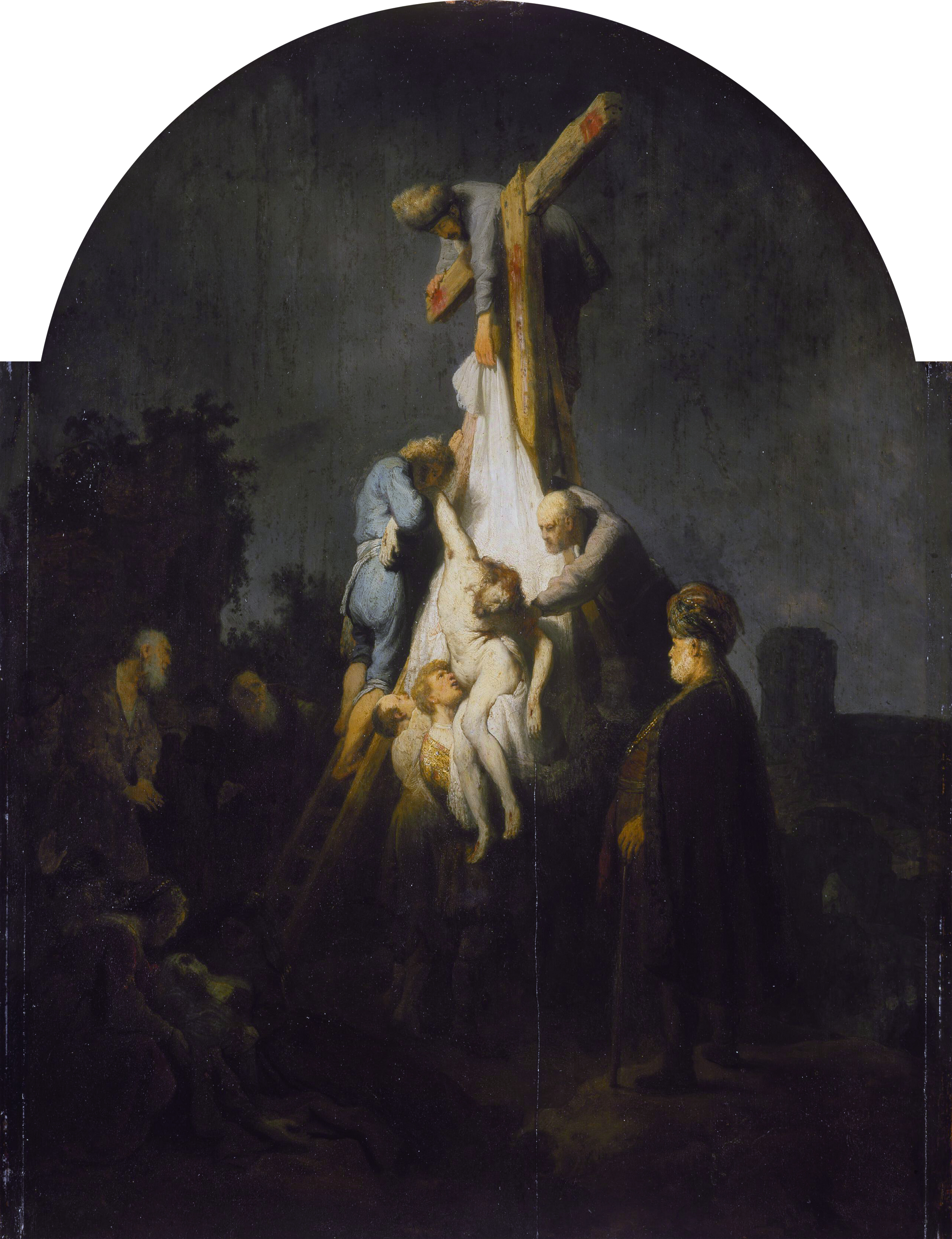
レンブラント作 Deposition (1633)
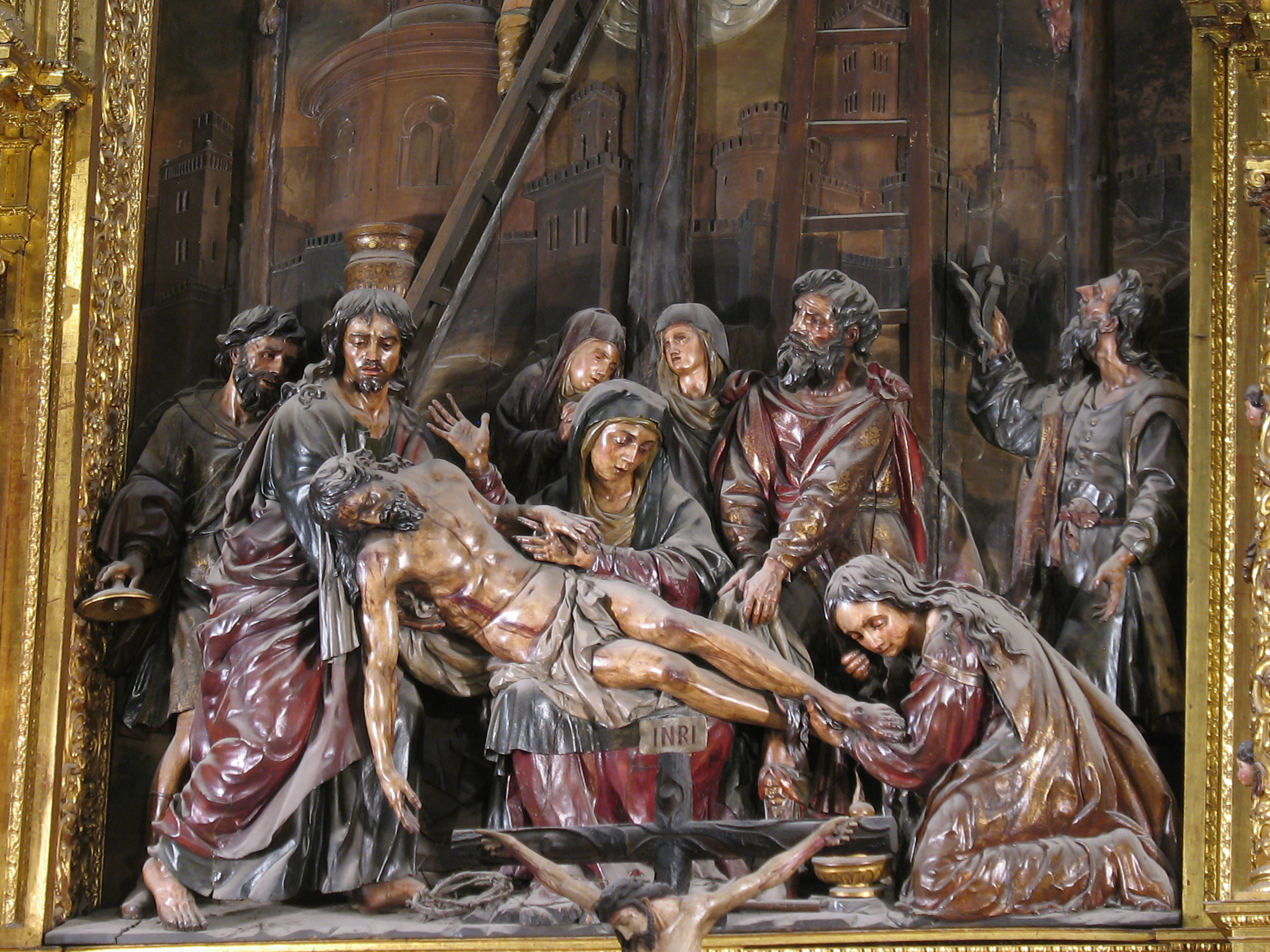
Pedro Roldán作 "Deposition of Christ" (1666)
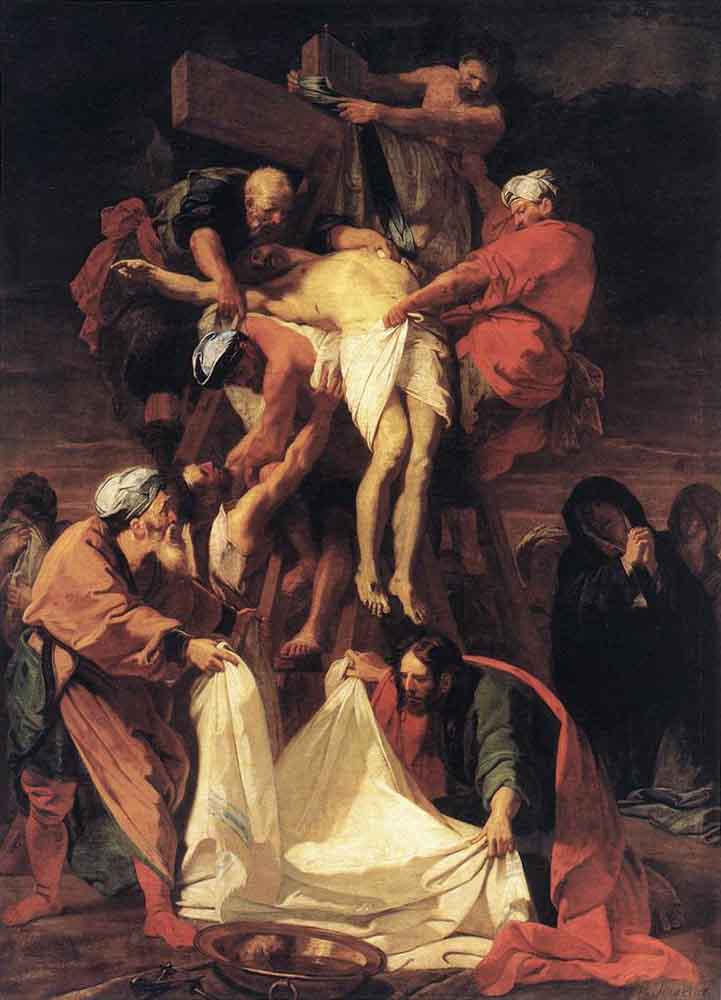
ジャン・ジュヴネ作 The Descent from the Cross (1697)
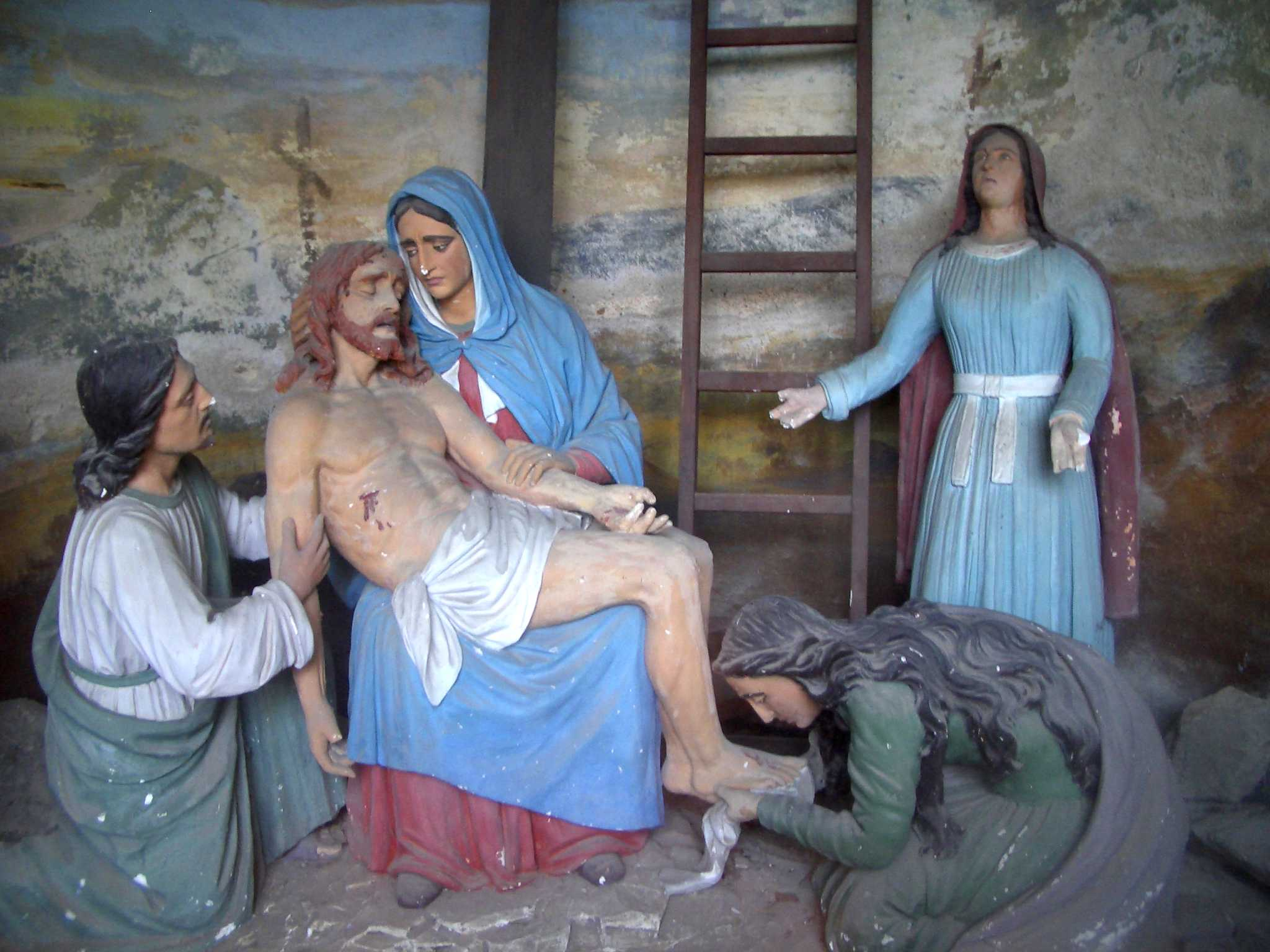
The Deposition from the Cross（18世紀）
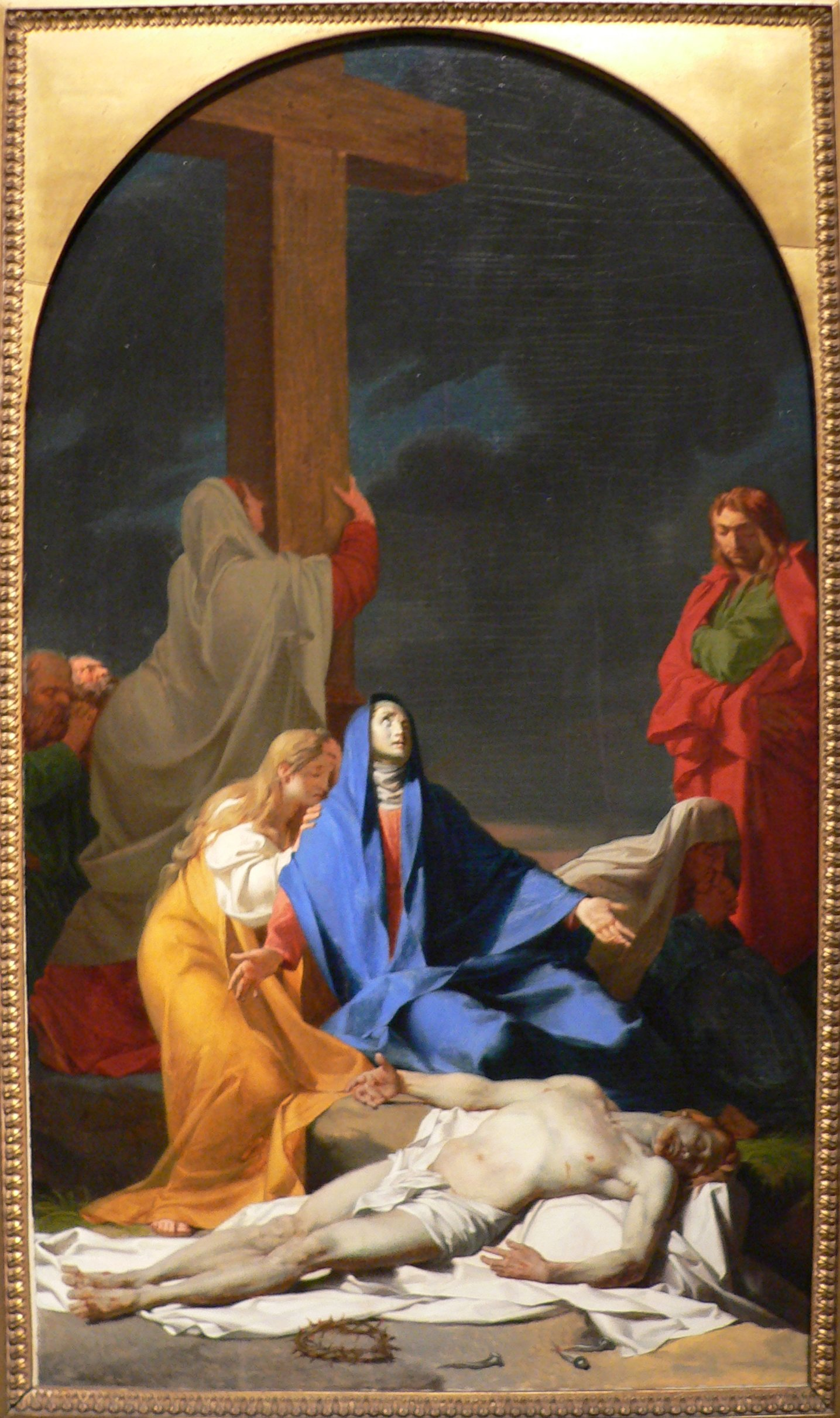
ジャン＝バプティスト・ルニョー作 Deposition（1789年頃）
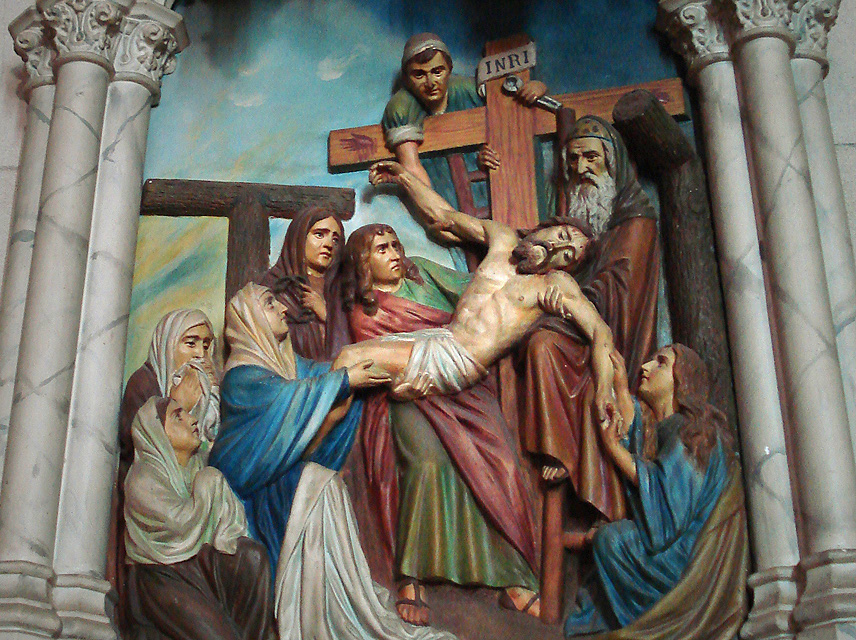
Deposition
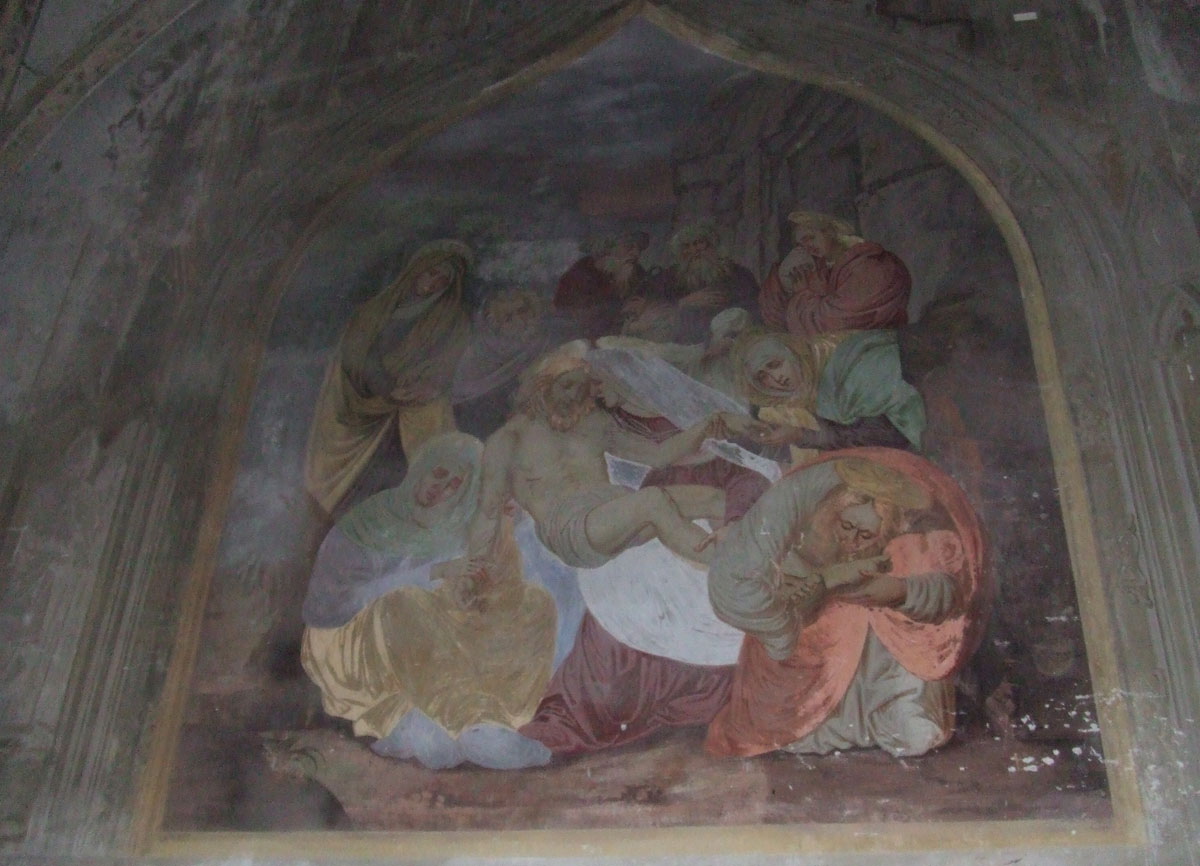
frères Avondo Deposition
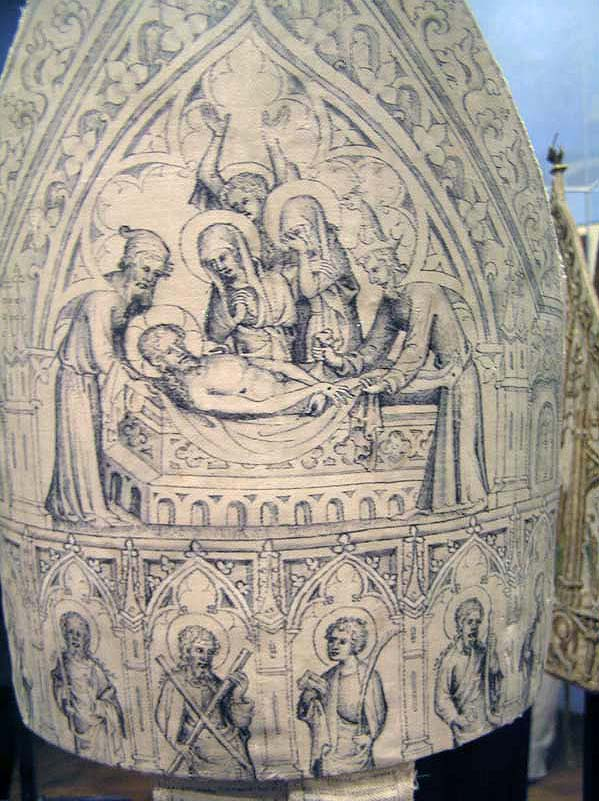
クリュニー修道院収蔵 Deposition with Twelve Apostles
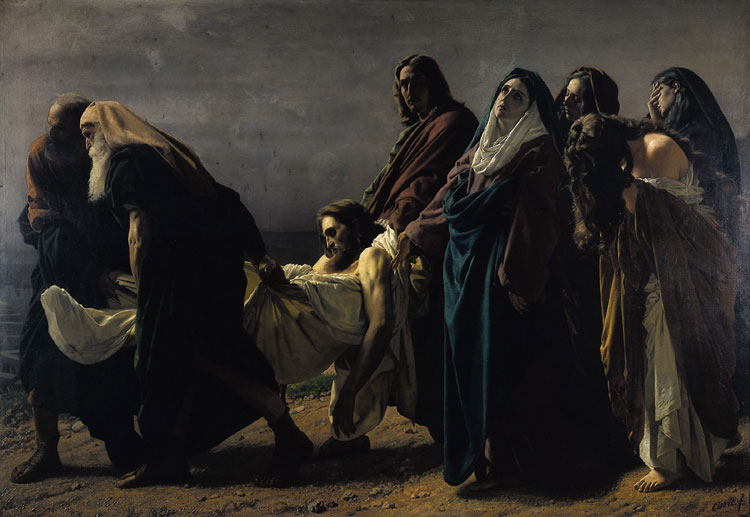
アントニオ・チゼリ作 The Deposition of Christ（1883年頃）
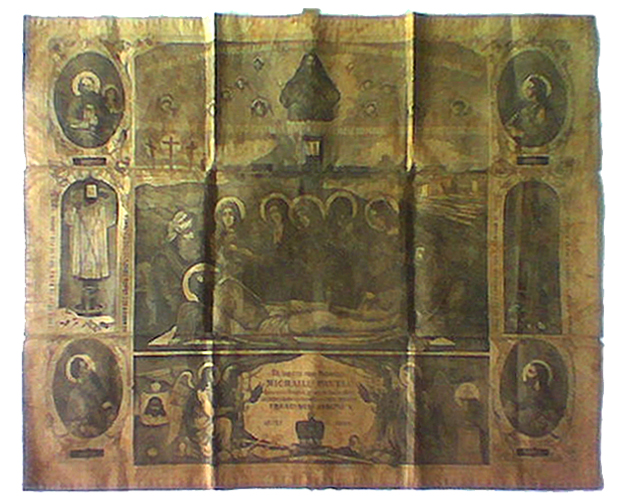
『アンティミンス（英語版）』 (1890)
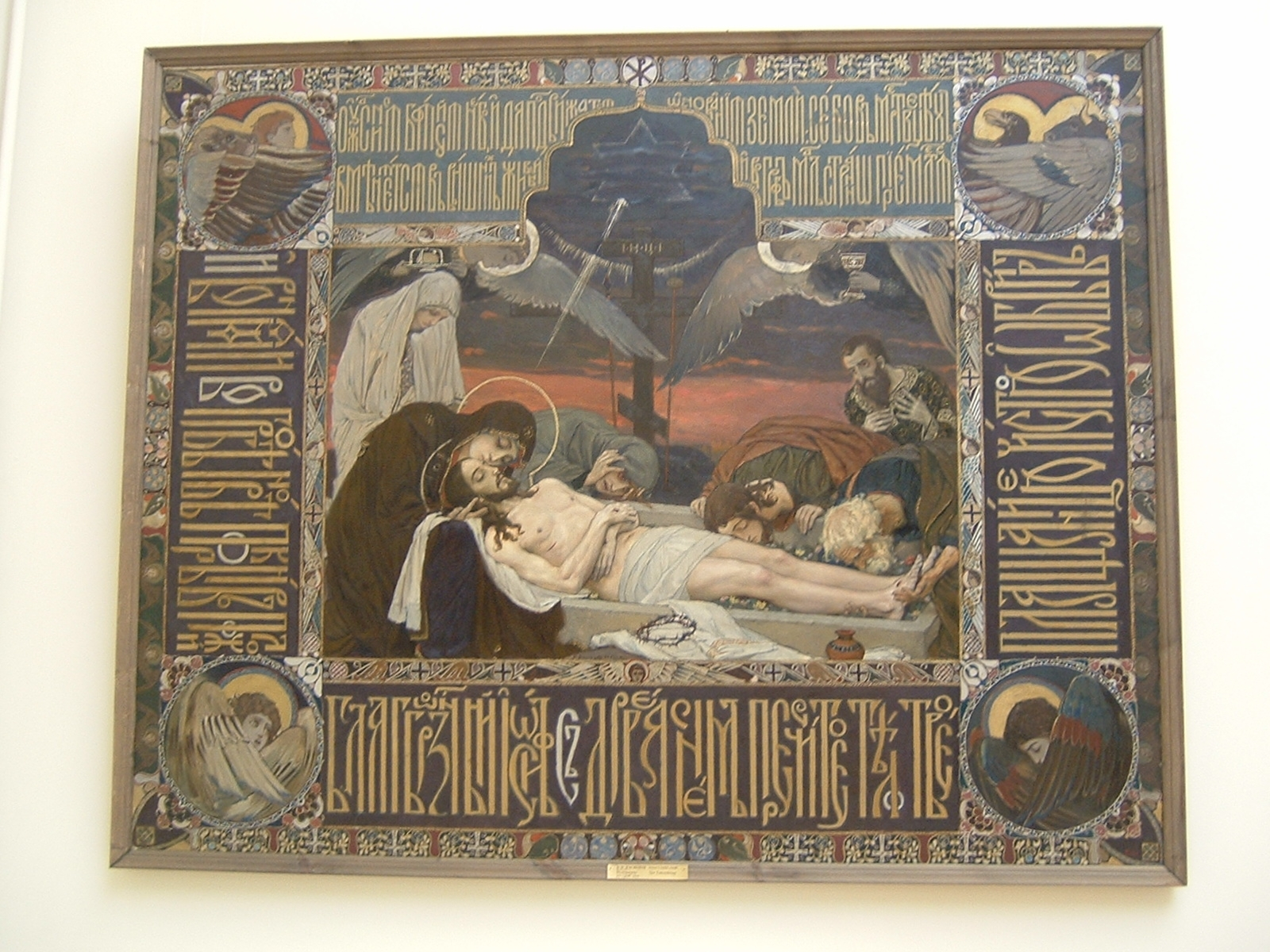
ヴィクトル・ヴァスネツォフ作 Entombment (1896)
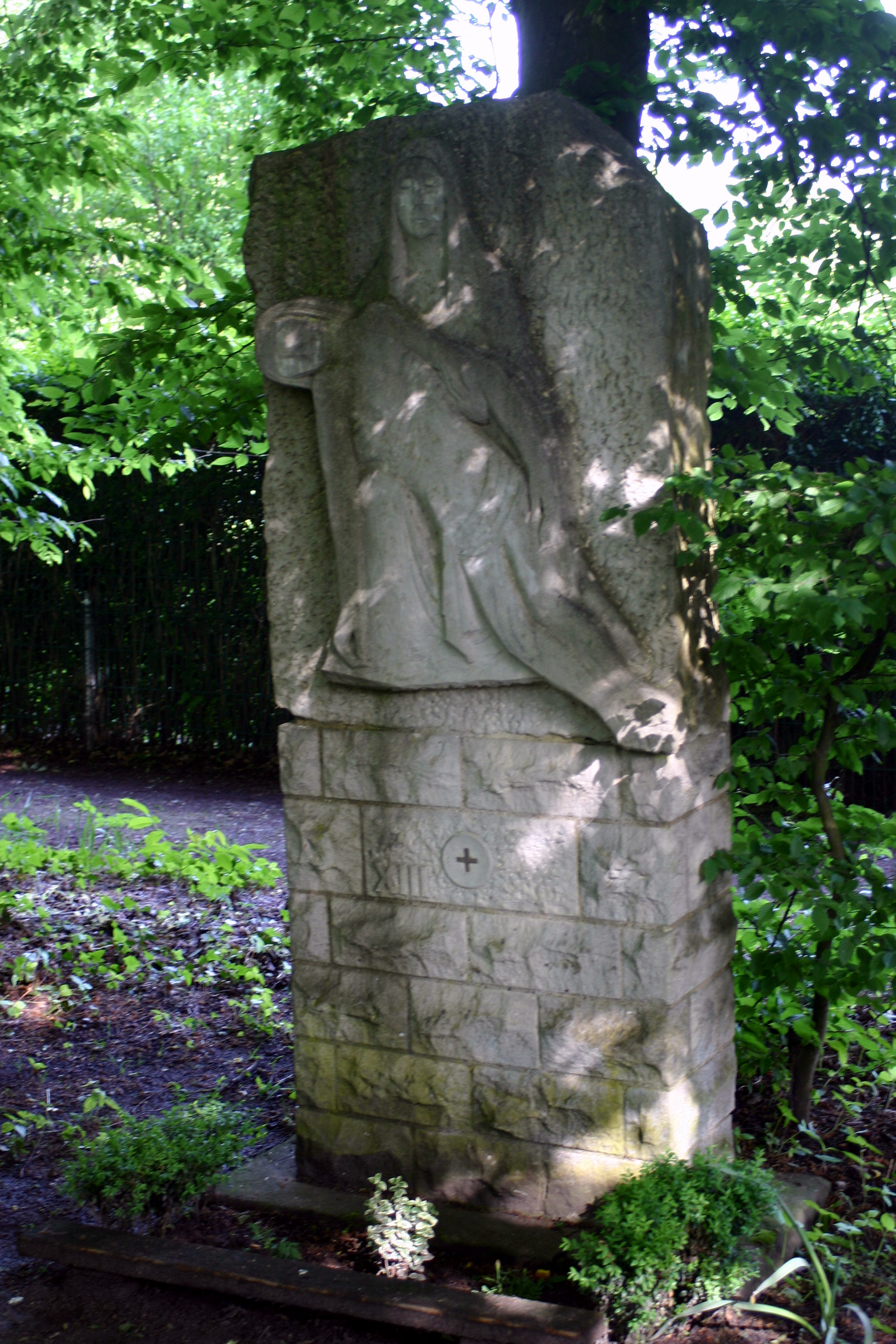
Deposition: His body taken down from the cross（近代）
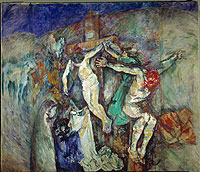
Ludvig Karsten作 Nedtagelsen (1925)
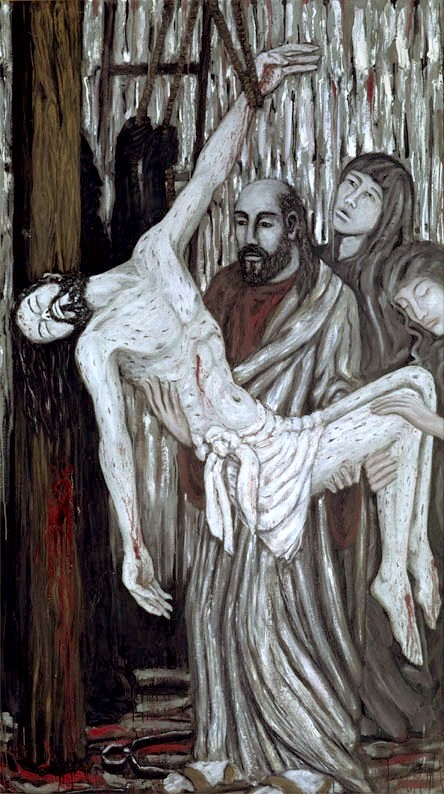
Jacek Andrzej Rossakiewicz作 The Deposition (St John Passion - 7) (1990)
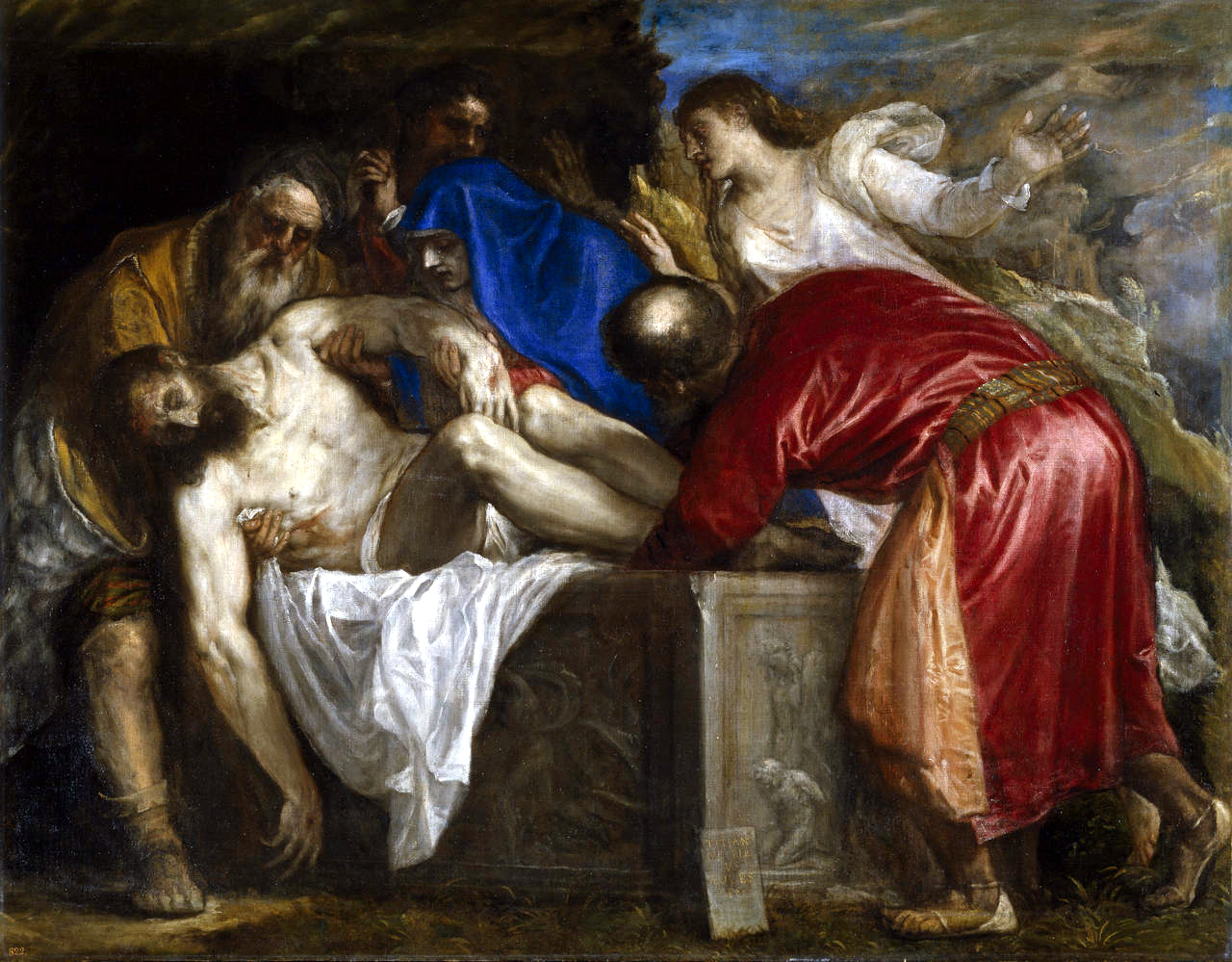
ティツィアーノ・ヴェチェッリオ, 1559
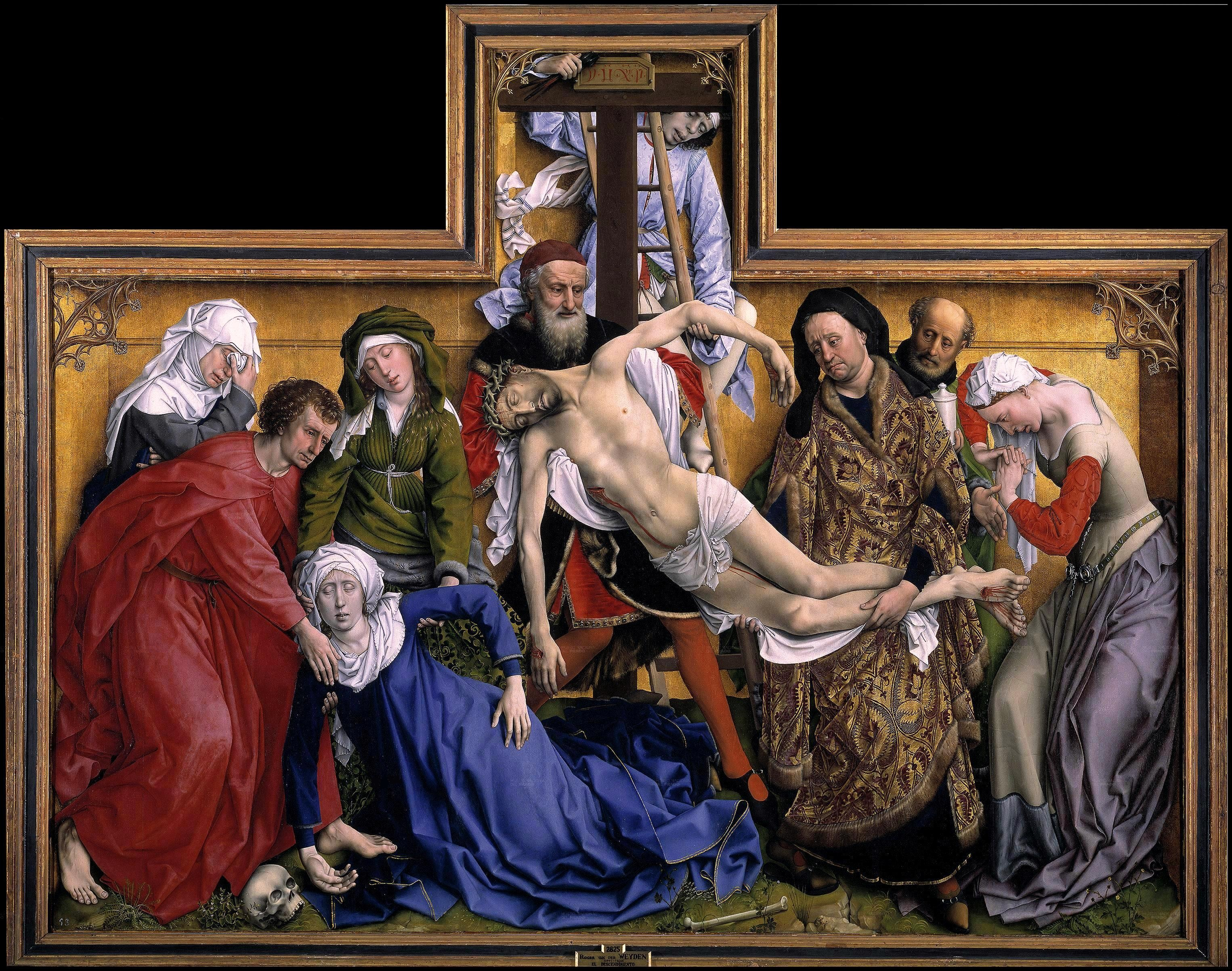
ファン・デル・ウェイデン作『十字架降架』